# Oliva de Mérida (kommunhuvudort)
Oliva de Mérida är en kommunhuvudort i Spanien.   Den ligger i provinsen Provincia de Badajoz och regionen Extremadura, i den centrala delen av landet, 280 km sydväst om huvudstaden Madrid. Oliva de Mérida ligger 322 meter över havet och antalet invånare är 1 888.
Terrängen runt Oliva de Mérida är platt åt nordost, men åt sydväst är den kuperad. Runt Oliva de Mérida är det mycket glesbefolkat, med 7 invånare per kvadratkilometer. Närmaste större samhälle är Guareña, 7,9 km norr om Oliva de Mérida. Trakten runt Oliva de Mérida består i huvudsak av gräsmarker.